# Municipio de Smith (condado de Dade)
El municipio de Smith (en inglés: Smith Township) es un municipio ubicado en el condado de Dade en el estado estadounidense de Misuri. En el año 2010 tenía una población de 196 habitantes y una densidad poblacional de 2,97 personas por km².

## Geografía
El municipio de Smith se encuentra ubicado en las coordenadas 37°19′21″N 93°54′5″O / 37.32250, -93.90139. Según la Oficina del Censo de los Estados Unidos, el municipio tiene una superficie total de 65.95 km², de la cual 65,88 km² corresponden a tierra firme y (0,1 %) 0,07 km² es agua.

## Demografía
Según el censo de 2010, había 196 personas residiendo en el municipio de Smith. La densidad de población era de 2,97 hab./km². De los 196 habitantes, el municipio de Smith estaba compuesto por el 93,37 % blancos, el 0,51 % eran afroamericanos, el 1,02 % eran amerindios, el 2,55 % eran asiáticos y el 2,55 % eran de una mezcla de razas. Del total de la población el 4,08 % eran hispanos o latinos de cualquier raza.